# Milan Suchomel
Milan Suchomel (* 13. července 1928 Brno) je český literární kritik a historik, pedagog, emeritní profesor Masarykovy univerzity v Brně.

## Život
Po maturitě na reálném gymnáziu v roce 1947 studoval na Filozofické fakultě Masarykovy univerzity (FF MU) v Brně češtinu a filozofii, absolvoval v roce 1951 diplomovou prací T. G. Masaryk jako literární kritik. Po ukončení studia učil na středních školách. Na filozofické fakultě působil od roku 1953. Titul PhDr. získal v roce 1966 prací Studie o moderní české próze, titul CSc. v roce 1973 prací Vývojové tendence české prózy v letech 1958–1967, docentem byl jmenován v roce 1990. V letech 1992-1998 byl vedoucím Ústavu české literatury, v roce 1996 se habilitoval prací Mahenův Měsíc: text, kontext, čtenáři, v roce 1998 byl jmenován profesorem české literatury.
Byl členem Literárněvědné společnosti při Československé akademie věd (ČSAV), Estetické společnosti při ČSAV, v letech 1962-1970 členem redakční rady časopisu Host do domu, v letech 1968-1970 ediční rady nakladatelství Blok. V říjnu roku 1997 působil na Univerzitě v Regensburgu a v roce 1990 na Univerzitě ve Vídni.

## Dílo
Své studie, recenze a kritické články zabývající se moderní českou literaturou, především prózou, publikoval od roku 1954 v různých sbornících a časopisech - ve Sborníku prací FF brněnské univerzity, v Hostu do domu, Literárních novinách atd. Napsal studie o Karlu Čapkovi, Lvu Blatném, Karlu Konrádovi, Marii Pujmanové aj. V menší míře se věnoval poezii, například dílu Františka Hrubína, Jana Skácela.
Nezanedbatelná je jeho činnost editorská, například výbor prózy Mámivá noc, výbory z díla L. Blatného Housle v mrakodrapu (1961), Otakara Theera Hořká idyla (1980).  Od 70. let se věnoval výkladu díla Jiřího Mahena - Jiné oči Jiřího Mahena (1997), kniha byla publikována s Mahenovým Měsícem.
Po roce 1989 psal do Literárních novin, České literatury, Hostu, Kritického sborníku, Proglasu, Tvaru, Přítomnosti aj.
Pro studenty napsal skriptum Česká literatura od roku 1945 do poloviny let osmdesátých (1988). Přehled české prózy po 2. světové válce Literatura z času krize. Šest pohledů na českou prózu 1958-1967 byl připraven k vydání v roce 1969, sazba však byla rozmetána a dílo bylo vydáno až v roce 1992. Soubor jeho recenzí a kritik vyšel pod názvem Co zbylo z recenzenta. Literární kritiky 1954–1994 (1995). Svou pozornost věnoval také dějinám české literární kritiky, především teoretické a kritické práci Bedřicha Václavka. Podílel se na kolektivních encyklopedických dílech Slovník českého románu 1945-1991 (1992) a Český Parnas.Vrcholy české literatury 1970-1990 (1995).